# Пливачко колено
Пливачко колено један је од облика истезања лигамената у коленом зглобу, које настаје након пливања прсним стилом, када се после савијања колена ноге нагло исправе, како би се тело „одгурнуло” унапред. Пливачко колено се у литератури поистовећује са синдромом пренапрезања медијалних структура зглоба колена. Анатомски гледано структуру медијалне стране колена чине унутрашњи колатерални лигамент и припој тетива унутрашње групе флексора колена (лат. pes anserinus). Повреда ових лигамената настаје услед преоптерећења мишићно тетивног система; великим бројем репетитивних стереотипних покрета или неправилним техникама пливања.

## Етиологија
Мада постоји мишљење да је са аспекта повређивања пливање један од најсигурнијих спортова, и током пливања могуће су повреде. Најчешће су повреде зглобова, међу којима четвртину чине повреде зглоба колена.
Пливачко колено настаје током интензивног пливања прсним стилом, када пливач после максималног савијања колена, ноге нагло исправи како би се „одгурнуо” у смеру пливања. У том моменту развија се велика и неуједначена сила притиска, израженија са унутрашње стране колена, која доводи до повреде медијалног колатералног лигамента коленог зглоба. 
Као главни узрок ове повреде сматра се неправилна техника пливања. Наиме због неправилних покрета тела (пре свега ногу) настаје превише изражено померање потколеница у спољну ротацију, што ремети статику у коленом зглобу, и доводи до неравномерног истезања лигамената.

## Патофизиологија
Колено је зглоб који има веома значајну улогу у човековим покретима. Ништа мањи значај, зглоб колена, нема ни приликом реализације техника у пливању. Поверде које могу настати на зглобу колена, су најчешће последица специфичних понављаних покрета у овом зглобу приликом пливања, и најчешће су повреде лигамената који окружују и стабилизују колени зглоб.
Лигаменти зглоба колена механички су најсложенији делови зглоба, а њихова фиброзно-колагена влакна обезбеђују компактност зглоба. Зглобна чаура је појачана лигаментима са предње, задње и бочних страна. Са предње стране зглобну чауру ојачава чашична веза (лат. ligamentum patelle), са задње стране две затколене везе, коса (лат. ligamentum popliteum obliquum), и лучна (лат. lig. popliteum arcuatum) које се међусобно укрштају и повезују кондиле голењаче; једне стране са кондилима бутне кости супротне стране. Са бочних страна, зглобну чахуру ојачавају спољашња бочна веза (лат. lig. collaterale fibulare) и унутрашња бочна веза (лат. lig. collaterale tibiale) која је срасла са зглобном чауром и базом унутрашњег менискуса. У самој зглобној шупљини, налазе се предња и задња укрштена веза (лат. ligg. cruciata anterior et posterior) које својим затезањем онемогућавају прекомерну флексију, екстензију и унутрашњу ротацију у зглобу колена.
С обзиром на захтеве технике прсног пливања, где се изводе специфични покрети при којима је потребна крајња спољашња ротација у савијеном зглобу колена, након чега се из тог положаја зглоб истеже, приликом оваквих покрета могу настати повреде као резултат пренапрезања лигаментарног апарата колена, које су углавном лоциране на медијалним структурама зглоба (пливачко колено).
Повреда је условљена повећаном тензијом у току кретања потколенице од крајње флексије и спољашње ротације ка крајњој екстензији у зглобу колена. Екстремне спољашње ротација уз валгус положај стопала чине механички стрес који се највећим делом преноси на унутрашњи колатерални лигамент (лат. collaterale tibiale), док у случају чашице стварају предуслове за њену дислокацију. Понављаним покретима завеслаја ногама накупљају се микротрауме на поменутим структурама, које доводе до појаве синдрома пливачког колена.

## Клиничка слика
Симптоми који доминирају клиничком сликом пливачког колена су:
- Бол у колену који је оштар и израженији приликом покрета
- Оток коленог зглоба

## Терапија
У акутној фази лечење пливачког колена спроводи се криотерапијом (расхлађивањем) а потом бројним методама физикалне терапије.
Терапијска рехабилитација
- Повређеном пливачу може се дозволити ход са заштитном динамичком имобилизацијом.
- После 4-5 дана поштеде може се почети са изотоничним вежбама. Програм вежби започиње се са малим оптерећењем уз прогресивно повећање све до достизања 50% од телесне тежине на квадрицепсу и око 60% на медијалним флексорима колена.
- Пре повратка пуној активности, спортиста би требало да на изокинетичком тесту покаже да нема губитака снаге.
- Важно је програм рехабилитације наставити током целе сезоне, како се повреда не би поновила.

## Превенција
Превенција настанка повреде медијалних структура зглоба колена првенствено се састоји у.
- комбиновању вежби на сувом са тренинзима који се изводе у води.
- перидима изостављања рада ногу - које се планира у макроциклусу тренажног процеса,
- корекције грешака у техници пливања (превише широк завеслај) знатно смањује број повреда
- јачање мишића адуктора натколенице, медијалног стегненог мишић, као и мускулатуру флексора у зглобу колена и кука.
- вежбе јачања мишића треба комбиновати са вежбама растезања, посебно мишића примицача и флексора натколенице.
- велику важност има и јачање снага мишића стабилизатора трупа.

Од помоћи пливачима може бити ношење једноставне неопрен коленице током пливања јер она спречава нежељени (интензиван) покрет и делимично штити колени зглоб од новог повређивања.